# سیارک ۱۰۵۵۹
سیارک ۱۰۵۵۹ (به انگلیسی: 10559 Yukihisa، نامگذاری:1993SJ1) ده هزار و پانصد و پنجاه و نهمین سیارک کشف شده‌است که در ۱۶ سپتامبر ۱۹۹۳ کشف شد.
قدر مطلق سیارک برابر ۱۶٫۲ است.